# Родо, Хосе Энрике
Хосе Энрике Камило Родо́ Пиньейро (исп. José Enrique Camilo Rodó Piñeyro, 15 июля 1871, Монтевидео — 1 мая 1917, Палермо) — уругвайский писатель-эссеист, политический деятель, педагог.

## Биография
Страсть к чтению проявилась в раннем детстве. Научился читать в 4 года с помощью сестры. Не доучился в лицее, после смерти отца был вынужден в 14 лет пойти работать. С 1895 года публиковался в периодике. В 1898 году возглавил кафедру литературы в университете Монтевидео. В политике придерживался либерально-республиканских взглядов, был близок к Хосе Батлье-и-Ордоньесу и его партии Колорадо, с 1902 года трижды избирался депутатом парламента от Монтевидео. В последний период жизни был корреспондентом аргентинского еженедельника Caras y Caretas в Италии, где и умер.
В 1920 его прах был перенесен в Монтевидео.

## Творчество
Огромное влияние на латиноамериканскую общественную мысль оказали и продолжают оказывать эссеистические книги Родо, в которых он отстаивал идеи латиноамериканской самобытности и независимости от США: Ариэль (1900), Мотивы Протея (1909, с позднейшими дополнениями), Наблюдательная вышка Просперо (1913). Резко критиковал «нордоманию» — слепое восхищение североамериканскими культурой и обществом, прагматическим утилитаризмом последнего. Идеи Родо, его образы Ариэля и Калибана, восходящие к шекспировской драме Буря, развивали Эме Сезер, Роберто Фернандес Ретамар и другие публицисты Латинской Америки. Также Родо был одним из любимых авторов левого профсоюзного и политического деятеля Эньюрина Бивена. Монографии о писателе принадлежат Эмиру Родригесу Монегалю (1950), Марио Бенедетти (1966).

## Книги
- La novela nueva (1897)
- El que vendrá (1897)
- Rubén Darío. Su personalidad literaria. Su última obra (1899)
- Ariel (1900)
- Liberalismo y Jacobinismo (1906)
- Motivos de Proteo (1909)
- El mirador de Próspero (1913)
- El camino de Paros (1918, посмертно)
- Hombres de América: Montalvo-Bolívar-Rubén Darío (1920, посмертно)
- Epistolario (1921, посмертно)
- Nuevos motivos de Proteo (1927, посмертно)
- Últimos motivos de Proteo (1932, посмертно)

## Память
- Имя писателя носят:
  - город Хосе-Энрике-Родо на юго-западе Уругвая, на территории департамента Сорьяно.
  - парк и квартал в Монтевидео.
- Известная мексиканская кинопремия Ариэль названа по книге Х. Э. Родо.
- К столетнему юбилею писателя, в 1971 г., в Уругвае выпущены монеты достоинством в 50 песо c его портретом.